# Lincoln Red Imps FC
Lincoln Red Imps FC, eller Lincoln Red Imps Football Club, även känd som Lincoln, är en semiprofessionell fotbollsklubb från Gibraltar. De spelar i Gibraltar Premier Division, Gibraltars högstaliga i fotboll, deras hemmaarena är Victoria Stadium som delas med resten av klubbarna (inklusive landslaget) i det brittiska territoriet. Lincoln Red Imps är Gibraltars rekordmästare med 26 ligatitlar varav 14 var i följd 2003–2016, 2014 blev man det första laget att representera Gibraltar i Champions League.

## Historia
Klubben grundades 1976 av Charles Polson och Charles Head, den sistnämnde var den första tränaren i laget. Säsongen 1984/1985 spelade Lincoln sin första säsong i Gibraltar Premier Division där de blev gemensamma mästare med Glacis United, laget vann sina första sju ligatitlar mellan 1984 och 1994. Lincoln vann 13 ligatitlar i rad 2003–2015, man slog det tidigare rekordet på nio ligasegrar i följd från 1960-talat som innehavs av Glacis United.

### 2014
År 2014, efter att Gibraltar blivit accepterat som medlem (den 54:e i ordningen) i Uefa blev Linclon det första laget att representera Gibraltar i Champions League, man blev utslagna ur tävlingen redan i första kvalomgången av det färöiska laget Havnar Bóltfelag med totalt 3–6, första matchen slutade 1–1 medan andra matchen förlorade man med 2–5.

### 2015
2015 tog laget en dubbel då man vann både Rock Cupen och Gibraltar Premier Division, i finalen av Rock Cupen 2015 vann man över Lynx med 4–1. Gibraltar Premier Division 2014/2015 vann laget med 58 inspelade poäng, sexton poäng före tvåan, Lincoln var för andra gången kvalificerade för Uefa Champions League, i första kvalomgången lottades man mot FC Santa Coloma från Andorra. Efter en  första mållös match, i Gibraltar, så tog klubben en 2–1-vinst på bortaplan och avancerade till andra kvalomgången. I den andra kvalomgången ställdes laget mot de danska mästarna FC Midtjylland, ett dubbelmöte Lincoln förlorade med sammanlagt 0–3.

## Placering tidigare säsonger
| Säsong  | Nivå | Liga             | Placering | Referens | Notering |
| ------- | ---- | ---------------- | --------- | -------- | -------- |
| 2010/11 | 1    | Premier Division | 1         | [ 9 ]    |          |
| 2011/12 | 1    | Premier Division | 1         | [ 10 ]   |          |
| 2012/13 | 1    | Premier Division | 1         | [ 11 ]   |          |
| 2013/14 | 1    | Premier Division | 1         | [ 12 ]   |          |
| 2014/15 | 1    | Premier Division | 1         | [ 13 ]   |          |
| 2015/16 | 1    | Premier Division | 1         | [ 14 ]   |          |
| 2016/17 | 1    | Premier Division | 2         | [ 15 ]   |          |
| 2017/18 | 1    | Premier Division | 1         | [ 16 ]   |          |
| 2018/19 | 1    | Premier Division | 1         | [ 17 ]   |          |
|         |      |                  |           |          |          |
| 2019/20 | 1    | National League  | P         | [ 18 ]   | pandemin |
| 2020/21 | 1    | National League  | 1         | [ 19 ]   |          |
| 2021/22 | 1    | National League  | 1         | [ 20 ]   |          |
| 2022/23 | 1    | National League  | 1         | [ 21 ]   |          |
| 2023/24 | 1    | National League  | 1         | [ 22 ]   |          |
| 2024/25 | 1    | National League  |           | [ 23 ]   |          |

### Översikt i Europaspelet
| Säsong    | Tävling               | Runda | Klubb           | Hemma | Borta | Totalt |
| --------- | --------------------- | ----- | --------------- | ----- | ----- | ------ |
| 2014/2015 | Uefa Champions League | 1K    | HB Torshamn     | 1–1   | 2–5   | 3–6    |
| 2015/2016 | Uefa Champions League | 1K    | FC Santa Coloma | 0–0   | 2–1   | 2–1    |
| 2015/2016 | Uefa Champions League | 2K    | FC Midtjylland  | 0–2   | 0–1   | 0–3    |

## Färger
Lincoln Red Imps FC spelar i röd, svart och vit trikåer, bortastället är vit.
| RED IMPS | RED IMPS | RED IMPS |

### Trikåer
| Hemmakit | Hemmakit | Hemmakit | Hemmakit |

## Anmärkningslista
1. ↑  Titeln delades med Glacis United